# Здание Носовской сельскохозяйственной опытной станции
Здание Носовской сельскохозяйственной опытной станции — памятник архитектуры местного значения в Дослидном.

## История
Решением исполкома Черниговского областного совета народных депутатов от 19.02.1985 № 75 присвоен статус памятник архитектуры местного значения с охранным № 25-Чг под названием Здание сельскохозяйственной опытной станции. Установлена информационная доска. 

## Описание
Комплекс зданий — является лучшим примером архитектуры украинского народного стиля на Черниговщине. В архитектуре домов тут соединились формы народного традиционного строительства, украинского барокко, модерна. Чёткое проявление каркасной конструкции на фасадах сооружений свидетельствовало про усиление влияния рационализма, захватившего и это архитектурное направление. 
Была основана в 1911 году как научно-экспериментальное учреждение, главным заданием которого была выработка на основании опытов наилучших для местных условий технических способов ведения сельского хозяйства. 
Комплекс зданий был возведён в период 1911-1913 годы по проекту архитектора Евгена Наумовича Сердюка. Территория делилась на функциональные зоны: административную, опытную, хозяйственную и жилую. Главную роль в застройке сыграл пластический силуэт лабораторно-административного корпуса с башней, увенчанной грушеобразным куполом. Каменный, 2-этажный с мансардой, прямоугольный в плане дом, где за красную линию главного фасада выступает ризалит с башней с левого края. 
Здание используется по назначению — один из корпусов Носовской селекционно-опытной станции.